# Pisaura anahitiformis
Pisaura anahitiformis är en spindelart som beskrevs av Kishida 1910. Pisaura anahitiformis ingår i släktet Pisaura och familjen vårdnätsspindlar. Inga underarter finns listade i Catalogue of Life.